# Giovanni Macchia
Giovanni Macchia, Trani (Italia), 14 de noviembre de 1912 - Roma, 30 de septiembre de 2001), fue un renombrado crítico literario, ensayista y escritor italiano.

## Trayectoria
Giovanni Macchia, hijo del reconocido jurista Vito Macchia, se trasladó a Roma con su familia, en su infancia: en 1923. Allí asistió al Liceo "Ennio Quirino Visconti". En 1930 se matriculó en la Facultad de Letras de la capital italiana, licenciándose en 1934 con un trabajo sobre Baudelaire critico.
Tras perfeccionarse a continuación en la Sorbona y en el Collège de France, enseñó literatura francesa en la Scuola Normale Superiore de Pisa. Luego, pasó a Catania y finalmente regresó a la capital desde 1949. En Roma fundó, en 1952, el Istituto di Storia del teatro e dello spettacolo.
En su curiosa autobiografía intelectual, Gli anni dell'attesa (1987), revisa buen número de personas que conoció en su vida y que le influyeron, como B. Croce, Emilio Cecchi o Mario Praz, al tiempo que hace una defensa apasionada del libro.
Fue un especialista en literatura francesa (uno de los mayores del siglo XX), con obras maestras absolutas, según dijo Italo Calvino; así sucede con Paradiso della ragione, Il mito di Parigi', Baudelaire, 'Rovine di Parigi, Il naufragio della speranza, o una monografía como Proust e dintorni o su L'angelo della notte, sobre el mismo autor. Sus trabajos sobre los franceses van desde el siglo XVI, hasta principios del siglo XX, pero dedica un buen número de escritos al XVII (así El silencio de Molière), o sobre el siglo XVIII, con incisivos artículos sobre Voltaire, Rousseau o Diderot: su final recopilación, Elogio della luce, 1990, lo pone de manifiesto.
Pero, como gran escritor y crítico de amplios horizontes, Macchia fue también un reconocido comparatista. Así sucede con la literatura española (Tra Don Giovanni e Don Rodrigo), que se refleja, entre otras, en cierta historia del teatro que escribió: Vita, avventure e morte di Don Giovanni.
Además publicó una gran recopilación de trabajos sobre autores italianos. Destacan los Saggi italiani; también un bello ensayo sonre el maestro de la novela decimonónica, Manzoni e la via del romanzo; y su originalidad monografía, pirandelliana: Pirandello o la stanza della tortura. Asimismo cuidó para Mondadori las Obras completas del propio Luigi Pirandello.
Macchia participó en múltiples revistas italianas (Lettere d'oggi, L'Immagine, Letteratura) o extranjeras. Colaboró en las "Edizioni scientifiche italiane", en las "Edizioni dell'Ateneo", así como en las "Edizioni del Polifilo".

## Distinciones
Académico de la célebre Academia dei Lincei, Macchia fue premiado en numerosas ocasiones: en 1963 recibió el Premio Marzotto; en 1980, el Premio Bagutta; en 1988, el Premio Médicis; en 1990, la Legión de Honor francesa; en 1992, el Premio Balzan; en 1995, la "Penna d'Oro" de la Presidenza della Repubblica Italiana; y en 2000, el "Gran Premio de la Francofonía" de la Academia Francesa.
Ha sido muy poco traducido al castellano, pese a ser admirado en España.

## Obras
- Baudelaire e la poetica della malinconia, Nápoles, 1946.
- Baudelaire, Milán, 1975.
- Scritti di estetica, Florencia, 1948.
- I moralisti classici. Da Machiavelli a La Bruyère, Milán, 1961.
- Paradiso della ragione, Bari, 1960.
- Il mito di Parigi, Turín, 1965.
- Vita, avventure e morte di Don Giovanni, Bari, 1966. Tr. esp. Vida, aventuras y muerte de Don Giovanni, Tecnos, 1997.
- La caduta della Luna, Milán, Mondadori, 1973.
- Saggi italiani, Milán, Mondadori, 1983.
- Fantasmi dell'opera, Milán, 1971
- Rovine di Parigi, Milán, 1971. Tr. esp. Las ruinas de París, Versal, 1990.
- L'angelo della notte, Milán, 1979.
- Pirandello o la stanza della tortura, Milán, 1981.
- Proust e dintorni, Milán, Mondadori, 1989.
- Tra Don Giovanni e Don Rodrigo, Milán, Adelphi, 1989.
- Elogio della luce, Milán, Adelphi, 1990.
- Il naufragio della speranza. La letteratura francese dall'illuminismo all'età romantica, Milán, Mondadori, 1994, con prólogo de Italo Calvino.
- Manzoni e la via del romanzo, Milán, Adelphi, 1994.
- Il teatro delle passioni, Milán, Adelphi, 1993.
- Srittori al tramonto, Milán, Adelphi, 1999.